# Pucará (Entre Ríos)
Pucará (früher: San Antonio und La Cueva) ist eine Streusiedlung im  Departamento Tarija im südamerikanischen Andenstaat Bolivien.

## Lage
Pucará liegt in der Provinz Burnet O’Connor und ist zentraler Ort im Cantón La Cueva im Municipio Entre Ríos. Pucará liegt auf einer Höhe von 1116 m am linken, östlichen Ufer des Río Salinas, der flussabwärts in den Río Tarija mündet. 

## Geographie
Pucará liegt in der bolivianischen Cordillera Oriental im Übergangsgebiet zwischen dem bolivianischen Altiplano und dem dünn besiedelten Gran Chaco im Tiefland. Das Klima ist subtropisch und durch einen deutlichen Gegensatz zwischen Trockenzeit und Regenzeit gekennzeichnet.
Die jährliche Niederschlagssumme beträgt 800 mm (siehe Klimadiagramm Entre Ríos), die Monate Mai bis Oktober sind arid mit Monatsniederschlägen von weniger als 15 mm, die Sommermonate von Dezember bis März weisen Monatswerte zwischen 100 und 160 mm auf. Die durchschnittliche Jahrestemperatur für Entre Ríos beträgt 21,5 °C die Monatstemperaturen schwanken zwischen 16 °C im Juni und 25 °C im Januar.

## Verkehrsnetz
Pucará liegt in einer Entfernung von 134 Straßenkilometern östlich von Tarija, der Hauptstadt des Departamentos.
Tarija liegt an der Nationalstraße Ruta 1, die das bolivianische Hochland von Norden nach Süden durchquert und von Desaguadero an der peruanischen Grenze über die Metropolen El Alto, Oruro und Potosí bis nach Bermejo an der argentinischen Grenze führt. Acht Kilometer südöstlich von Tarija zweigt die Ruta 11 nach Osten ab, die über Junacas Sur nach Entre Ríos und weiter über Palos Blancos, Villamontes und Ibibobo nach Cañada Oruro an der Grenze zu Paraguay führt.
Von Entre Ríos aus folgt eine Verbindungsstraße dem linken, östlichen Ufer des Río Salinas fünfzehn Kilometer in südlicher Richtung, teilt sich dann, und der rechte Abzweig der Straße folgt weiter dem Fluss und erreicht Pucará nach dreizehn Kilometern. Direkt hinter Pucará überquert eine Brücke den Río Salinas in westlicher Richtung.  

## Bevölkerung
Die Einwohnerzahl der Ortschaft ist in dem Jahrzehnt zwischen den beiden letzten Volkszählungen leicht angestiegen:
| Jahr | Einwohner         | Quelle       |
| ---- | ----------------- | ------------ |
| 1992 | keine Detaildaten | Volkszählung |
| 2001 | 428               | Volkszählung |
| 2012 | 455               | Volkszählung |
| 2024 |                   | Volkszählung |

Die Region im Umkreis von Entre Ríos ist heute noch eines der Kerngebiete des Guaraní-Volkes, das seit Jahrtausenden das Paraná-Becken besiedelt.